# شمس‌الدوله دیلمی
شاه‌خسروِ دیلمی ملقب به شمس‌الدوله و مُکَنّیٰ به ابوطاهر پسر کوچک فخرالدوله دیلمی و برادر کوچکتر مجدالدوله دیلمی بود. پس از مرگ پدر در شعبان ۳۸۷ ه‍. ق، توسط قادر (خلیفهٔ بغداد) شمس‌الدوله لقب یافت و حکومت اسمی همدان و نواحی مجاور به او داده‌شد. به سبب این که هنوز در سنین خردسالی به سر می‌برد، ادارهٔ امور و نیابت سلطنت به ملکهٔ فخرالدوله واگذار شد. نام مادر وی شیرین‌دختِ اسپهبدْ رستمِ طبری بود و سیده خاتون خوانده می‌شد. خاندان مادر وی نیز از فرمانروایان محلی طبرستان به‌شمار می‌آمدند.
برادر بزرگ‌تر او، مجدالدوله دیلمی نیز در هنگام خردسالی به امارت ری نشست و نیابت سلطنت او نیز در دست مادرش سیده خاتون بود. با این حال مجدالدوله یک بار در سال ۳۹۷ قمری در همان سال‌های کودکی به تحریک اطرافیان بر ضد مادر برانگیخته شد. ملکه هم به یاری بدرحسنویه، حاکم کرد دینور، ری را تسخیر کرد و مجدالدوله را برکنار نمود و برادرش شمس‌الدوله را به جای او نشاند. چندی بعد با او دوباره بر سر مهر آمد و او را به امارت ری بازگرداند و شمس‌الدوله را به همدان فرستاد. فرمانروایی شمس الدوله در همدان به سبب وزارت شیخ‌الرئیس ابوعلی سینا در تاریخ شهرت یافت. با وجود این وزارت بالنسبه کوتاه برای پور سینا جز تحقیر و آزار و دوری از مطالعه و تفکر حاصلی نداشت.
در همدان بعد از مرگ شمس‌الدوله در سال ۴۱۲ قمری برای پسرانش تاج‌الدوله و سماءالدوله جز نام امارت هیچ چیز باقی نماند. ابوجعفر کاکویه که اصفهان را از دست داد، همدان را به قلمرو خود افزود. اما قدرت خاندان او هم دوام نیافت. کاکویه بعد از غلبهٔ سلجوقیان خود را به تبعیت آنها ناچار یافت.